# Paul Schroffenegger
Paul Schroffenegger (* 30. März 1973 in Innsbruck) ist ein ehemaliger österreichischer Beachvolleyballspieler.

## Karriere
Paul Schroffenegger beginnt 1987 mit dem Volleyball in der Halle und spielte ab 1993 im Sand. 
Im selben Jahr, absolviert er seine ersten nationalen und internationalen Turniere gemeinsam mit seinem Bruder Thomas Schroffenegger.
Bei der ersten Weltmeisterschaft 1997 in Los Angeles belegt das Duo Schroffenegger/Schroffenegger Platz 33.
1998 beim FIVB in Argentinien gelingt es ihnen erstmals, sich für den Hauptbewerb auf der World Tour zu qualifizieren. Kurz darauf erleidet Paul einen Bandscheibenvorfall, der ihn zu einer längeren Pause zwingt. Trotzdem erreichten sie im selben Jahr Platz 25 beim FIVB Open in Klagenfurt.
1999 gelingt ihnen beim FIVB Satellite in Lausanne der Sieg gegen die Brasilianer Luizao/Dennys und somit Platz 5. Beim CEV Open in Roseto erreichen sie ebenfalls Platz 5.
2000 folgt die erste EM Teilnahme der beiden Schroffis in Spanien, wo sie Platz 25 erreichen. Im selben Jahr gelingt ihnen ein sensationeller Sieg gegen das Brasilianische Duo Roberto Lopes. 
2003 gelingt ihnen mit dem 9. Platz beim FIVB Grand Slam in Klagenfurt ihr größter gemeinsamer Erfolg. Leider folgten darauf Verletzungen bei beiden Brüder. Tom erleidet – wie schon Jahre zuvor sein Bruder – einen Bandscheibenvorfall und Paul eine offene Luxation des kleinen Fingers der linken Hand. Bei der Weltmeisterschaft in Rio de Janeiro erreichen sie somit verletzungsbedingt Platz 37. 
2006 beendete Tom seine Karriere als Beachvolleyballspieler. Gemeinsam können die Schroffis auf über 50 Turniersiege, 3 Staatsmeistertitel in Folge (1997–1999), 3 EM- und 4 WM-Teilnahmen zurückblicken.
Nach dem Karriereende von Tom spielte Paul Schroffenegger von 2007 bis 2010 mit seinem neuen Partner Daniel Hupfer. 
2008 erreicht das neu formierte Duo Hupfer/Schroffenegger Platz 25 bei den FIVB Open in Marseille und Mallorca, Platz 17 in Sanya, China und jeweils Platz 13 bei den beiden FIVB Open in Brasilien und Bahrain.
Zu ihren größten gemeinsamen Erfolgen zählt der 9. Platz beim FIVB Open in Stare Jablonki 2009 – nach einem Sieg über den Olympiasieger von 2004, Ricardo Santos und seinen Partner Franco Neto. Bei den Österreichischen Staatsmeisterschaften in Schladming holten sie sich Bronze und belegten somit am Ende der Saison 2009 Platz 2 der Österreichischen Rangliste.
Nach einer erfolglosen Saison 2010 beendet Paul Schroffenegger nach 18 Jahren und mehr als 350 Turnieren seine Karriere als Beachvolleyballprofi.